# Базилика Семпрония
Базилика Семпрония (Basilica Sempronia) — одна из самых древних базилик республиканского периода на римском форуме.
Базилика Семпрония была построена цензором Тиберием Семпронием Гракхом в 169 году до н. э., после того как он разрушил стоявший на том месте дом Сципиона Африканского. Юлий Цезарь приказал разрушить это строение, чтобы на его мести возвести новую базилику — базилика Юлия. Пол из травертина расположен на 30 см глубже мраморного покрытия новой базилики.